# Lincoln Ellsworth
Lincoln Ellsworth (12. maj 1880 – 26. maj 1951) var en amerikansk flyver og polarforsker. I 1926 foretog han sammen med Roald Amundsen og italieneren Umberto Nobile i luftskibet Norge den første overflyvning af Nordpolen. I 1935 krydsede han som det første hele det vest-antarktiske område, en flyvetur på 3400 kilometer.